# Eberhard Freudenberg
Eberhard Freudenberg (* 7. Mai 1920 in Bremen; † 1977) war ein deutscher Rundfunkredakteur und -regisseur.

## Leben und Wirken
Eberhard Freudenberg, wurde 1920 als Sohn von Winfried Freudenberg in Bremen geboren. Von 1949 bis 1957 war Freudenberg bei Radio Bremen in der Heimatfunk-Abteilung tätig, die er gleichsam mitaufbaute. In dieser Zeit schuf er zahlreiche Funkfassungen niederdeutscher Werke und/oder führte Regie. Dabei bevorzugte er vor allem hochwertige literarische Stoffe. Freudenberg legte in seiner Arbeit für den Heimatfunk wert darauf, zu verdeutlichen, dass dieser nichts mit Kitsch oder rückwärtsgewandter Heimattümelei zu tun habe. Dies schaffte er unter anderem durch die Inszenierung kontroverser zeitkritischer Hörspiele wie Tein Jahr un dree Daag (1954). Konzeptionell entwickelte Freudenberg den „Niederdeutschen Haukalender“ und die „Niederdeutsche Chronik“ von Radio Bremen maßgeblich mit.
Später Tätigkeit für das deutsche Fernsehprogramm.
Freudenbergs künstlerischer Nachlass wird vom Institut für niederdeutsche Sprache in Bremen verwaltet.

## Hörspiele

### Regie
- 1950: Streek dör de Reken – Autor: Harry Krüger-York
- 1950: Stratenmusik – Autor: Paul Schurek
- 1950: Sluderi – Autor: Ivo Braak
- 1950: Die sanfte Kehle – Autoren: Felix Timmermans; Karl Jacobs
- 1950: Dat Marionettenspill – Autor: Rudolf Beiswanger
- 1950: Goldregen – Autor: Friedrich Wilhelm Meyer-Brink
- 1950: De Köhmköster – Autor: Rudolf Kinau
- 1950: Dat Spill von de Hilligen Dree Könige – Autor: Felix Timmermans
- 1951: De Roop – Autorin: Ingeborg Andresen
- 1951: Jann, de Wunnerbare – Autor: Friedrich Kayssler
- 1951: Narre Dood – Autor: Karl Gustav Freese
- 1951: De Hochtied in de Pickbalge – Autor: Wilhelm Scharrelmann
- 1951: De swienplietsche Odysseus – Autor: Walter A. Kreye
- 1951: Tulipantjes – Autor: Paul Schurek
- 1951: Hexenkomödie – Autor: Heinrich Behnken
- 1951: Wenn de Hahn kreiht – Autor: August Hinrichs
- 1951: Mudder Mews – Autor: Fritz Stavenhagen
- 1951: Dick van Daak – Autor: Rudolf Kinau
- 1951: Lilofee – Autor: Manfred Hausmann
- 1951: Doggerbank – Autor: Gorch Fock
- 1952: De Fährkrog – Autor: Hermann Boßdorf
- 1952: Use olen Dage – Autorin: Ingeborg Andresen
- 1952: Hans Brüggemann – Autor: Hans Ehrke
- 1952: Verloren Spill – Autor: Ludwig Hinrichsen
- 1952: För de Katt – Autor: August Hinrichs
- 1952: Jungfer Eli und de Appelboom – Autor: Erich Hagemeister
- 1952: Blauen Daak – Autoren: Fritz Arend; Heinrich Schmidt-Barrien
- 1952: De kloke Buer – Autor: Kurd Schulz
- 1952: Pott will freen (niederdeutsche Version von Die Heirat) – Autor: Nikolai Gogol; Bearbeitung: Paul Schurek
- 1952: Dat Speel von den rieken Mann – Autoren: Johannes Stricker; Friedrich Lindemann
- 1952: De frömde Fro – Autor: Heinrich Schmidt-Barrien
- 1952: De gollen Kutsch – Autor: Erich Hagemeister
- 1953: Uhlenspeegel ward Stadtschriever – Autor: Paul Schurek
- 1953: Klocken von Guntsied – Autor: Heinrich Schmidt-Barrien
- 1953: De Nacht mit Störtebeker – Autor: Hermann Boßdorf
- 1953: Blaue Amidam – Autorin: Ingeborg Andresen
- 1953: Der Heizer von der "Millerntor" – Autor: Helmut Harun
- 1953: Krüz As – Autor: Fritz Arend
- 1953: De Flaßacker – Autor: Stijn Streuvels
- 1953: Das Kain- und Abel-Spiel – Autor: Hermann Claudius
- 1954: Teihn Jahr un dree Daag – Autor: Ivo Braak
- 1954: Betty von Bargen – Autor: Heinrich Schmidt-Barrien
- 1954: Eike – Autor: Ernst-Otto Schlöpke
- 1954: Dat Japp-Pulver – Autor: Karl Wagenfeld
- 1954: Kramer Kray – Autor: Hermann Boßdorf
- 1954: Mottenpulver – Autor: Horst Wolfram Geißler
- 1954: Dat Wiehnachtslüchtje – Autor: Klaas Kunst
- 1955: Bahnmeister Dood – Autor: Hermann Boßdorf
- 1955: Luzifer – Autor: Karl Wagenfeld
- 1955: Kasper kommt na Huus – Autor: Paul Schurek
- 1955: Bleekesand – Autor: Ernst-Otto Schlöpke
- 1956: Moder Maree – Autor: Jan Fabricius
- 1956: De dütsche Michel – Autor: Fritz Stavenhagen
- 1956: De Ossen von Jümmerto – Autor: Hanns Deininger
- 1957: De Froensborg – Autorin: Ingeborg Andresen
- 1957: Jürgen Piepers – Autor: Fritz Stavenhagen
- 1960: De ruge Hoff – Autor: Fritz Stavenhagen
- 1962: Nachtvagels – Autor: Heinrich Schmidt-Barrien
- 1975: Jungfer Eli un de Appelboom – Autor: Erich Hagemeister

### Nur Bearbeitung (Wort)
- 1951: Hans Ehrke: Füer – Regie: Walter A. Kreye
- 1951: Hans Balzer: Lock in'n Tuun. Eine Schwerenöter-Komödie – Regie: Günter Siebert
- 1951: Ernest Hemingway: Das kurze glückliche Leben des Francis Macomber – Regie: Ludwig Cremer
- 1951: Ivo Braak: De Schörtenjäger – Regie: Walter A. Kreye
- 1951: Herbert Stahlbuhk: Postamt Rottenhusen. Ein nicht unbedenkliches Spiel mit Hundertmark- und anderen Scheinen – Regie: Walter A. Kreye
- 1951: August Hinrichs: Jan is König – Regie: Walter A. Kreye
- 1952: Georg von der Vring, Erich Schiff: Barg Geld in't Huus. Ein lustiges Spiel – Regie: Fritz Börner
- 1952: Albert Mähl: De verlaren Söhn. Ein Spiel um die Heimkehr Fritz Reuters – Regie: Walter Bäumer
- 1952: Erich Hagemeister: Jochen find't na Huus – Regie: Hans Robert Helms
- 1953: Alma Rogge: In de Möhl – Regie: Walter Bäumer
- 1953: Heinrich Behnken: Dat Düwelsbook – Regie: Heinz Kottkamp
- 1953: Ivo Braak: Wo sünd wi to Huus? – Regie: Ivo Braak
- 1953: Gerd Lüpke: Fahrt in de Nacht. Ein Funkspiel um zwei Menschen – Regie: Hans Robert Helms
- 1953: Werner Schubert: Der möblierte Herr – Regie: Erich Keddy
- 1953: Sophus Bonde: Klaus II. Ein plattdeutsches Lustspiel – Regie: Walter A. Kreye
- 1953: Rudolf A. Dietz, August Dreesen: Von Fedderveeh und malle Lüd (De neemodsche Krankheit – oder: Kathrin un de Fragebogen). Eine plattdeutsche Schnurre in Hörspielform – Regie: Fritz Börner
- 1954: Hans Heitmann: Kruut gegen den Dood – Regie: Walter A. Kreye
- 1955: Hans Heitmann: De Windfahn. Eine Funkgroteske – Regie: Ivo Braak
- 1955: Jep Nissen Andersen: Konzert in Dippelshagen. Ein Spiel zum Schmunzeln – Regie: Erich Keddy
- 1956: Alma Rogge: Twee Kisten Rum – Regie: Bernd Wiegmann
- 1957: Hans Ehrke: Narrenspeegel – Regie: Ivo Braak
- 1957: Ben Jonson: Volpone – Regie: Helmut Brennicke
- 1960: Ingeborg Andresen: De Roop. Ein Spiel von Welt zu Welt – Regie: Wolfgang Harprecht
- 1960: August Hinrichs: Wenn de Hahn kreiht – Regie: Walter A. Kreye
- 1961: Hans Ehrke: Hans Brüggemann – Regie: Walter Bäumer
- 1961: Wilhelm Scharrelmann: De Hochtied in de Pickbalge – Regie: Ivo Braak
- 1961: Heinrich Schmidt-Barrien: De Spaßmaker. Tragödie eines Ausgewanderten – Regie: Walter Bäumer
- 1961: Hermann Boßdorf: Kramer Kray – Regie: Wolfgang Harprecht
- 1965: Heinrich Schmidt-Barrien: Klocken von Guntsied – Regie: Ivo Braak
- 1965: Friedrich Lindemann: In Luuv un Lee de Leev – Regie: Dieter Ehlers
- 1967: Alma Rogge: De Vergantschoster – Regie: Hans Helge Ott